# پری‌شاهرخ پشت‌سیاه
پری‌شاهرخ پشت‌سیاه (نام علمی: Icterus abeillei) نام یک گونه از سرده پری‌شاهرخ بر جدید است.